# 봉주

봉주

봉주(영어: Bong County)는 라이베리아 중북부에 위치한 주로 주도는 바릉가이며 면적은 8,772 km2, 인구는 328,919명(2008년 인구 조사 기준), 인구 밀도는 37.5명/km2이다. 북쪽으로는 로파주와 바르폴루주, 서쪽으로는 마르지비주와 몽세라도주, 남쪽으로는 그랜드바사주, 동쪽으로는 님바주와 접하며 북동쪽으로는 기니와 국경을 접한다. 12개 구를 관할한다.